# Richard Addinsell
Richard Stewart Addinsell (13. ledna 1904 Londýn – 14. listopadu 1977 Brighton) byl anglický hudební skladatel filmové hudby, známý zejména svým Varšavským koncertem.

## Život
Richard Addinsell se narodil 13. ledna 1904 v Londýně Williamu Arthurovi Addinsellovi, který byl autorizovaným účetním, a jeho manželce Annie Beatrice Richardsové. Byl mladším ze dvou bratrů. Nejprve byl Richard vychováván doma a poté vstoupil na Hertford College v Oxfordu, aby studoval práva. Vydržel tam pouhých 18 měsíců a poté se zcela věnoval hudbě.
V roce 1925 se zapsal na Royal College of Music, ale absolvoval pouze dva semestry. V té době již spolupracoval s Noelem Gayem, mimo jiné v André Charlot Revue. V roce 1928 spolupracoval s dramatičkou Clemence Daneovou v divadle Old Vic na hře Adam’s Opera: The Text of a Play. Své formální vzdělání dokončil v roce 1929 cestou po hlavních evropských centrech hudby a divadla. S Clemence Daneovou spolupracoval ještě v roce 1932 v New Yorku na adaptaci Alenky v říši divů Lewis Carrolla pro Broadway.
Jeho první prací pro film byla v roce 1932 hudba ke komedii s politickým podtextem režiséra Michaela Powella His Lordship. Následovala celá řada filmů a stal se vyhledávaným autorem filmové hudby. Spolupracoval např. na filmu Goodbye, Mr. Chips , který byl v roce 1939 nominován na Oscara v sedmi kategoriích a získal cenu za nejlepší mužský herecký výkon v hlavní roli.
Nejvíce ho však proslavil Varšavský koncert, který v roce 1941 zkomponoval pro film Dangerous Moonlight režiséra Briana Desmonda Hursta. Tvůrci filmu požadovali něco ve stylu Sergeje Rachmaninova. Rachmaninova se jim přesvědčit nepodařilo, tak se úkolu s úspěchem ujal Richard Addinsell. Skladbu instrumentoval Roy Douglas. Koncert byl více než stokrát nahrán a prodalo se ho přes tři miliony kusů.
Jak bylo až do padesátých let zvykem, bylo mnoho z Addinsellových partitur ve filmových studiích zničeno, protože se předpokládalo, že už o ně nebude zájem. Nicméně nahrávky jeho filmové hudby byly vydávány i po jeho smrti. Partitury rekonstruoval většinou skladatel Philipem Laneem a byly nahrávány dirigenty Kennethem Alwynem nebo Rumonem Gambou.
Vedle filmové hudby komponoval Addinsell hudbu pro různé revue a populární show. Napsal rovněž krátkou orchestrální skladbu Southern Rhapsody, která se v letech 1958–1981 hrála denně na zahájení vysílání televizní stanice Southern Television company. Addinsell komponoval výhradně u klavíru. Instrumentaci svých skladeb svěřoval jiným hudebníkům jako byli Roy Douglas, Leonard Isaacs nebo Douglas Gamley.
Addinsell odešel z veřejného života v šedesátých letech 20. století, postupně se stáhl i od svých blízkých přátel. Byl po mnoho let partnerem módního návrháře Victora Stiebela, který zemřel v roce 1976. Addinsell zemřel o rok později v Brightonu ve věku 73 let.

## Filmová hudba
- His Lordship (1932)
- The Amateur Gentleman (1936)
- Fire Over England (1937)
- Dark Journey (1937)
- Farewell Again (1937)
- South Riding (1938)
- Vessel of Wrath (1938)
- Goodbye, Mr. Chips  (1939)
- The Lion Has Wings (1940)
- Men of the Lightship (1940; dokumentární)
- Britain at Bay (1940; dokumentární)
- Contraband (1940)
- Gaslight (1940)
- W.R.N.S. (1941)
- Old Bill and Son (1941)
- Dangerous Moonlight (1941; obsahuje Varšavský koncert)
- This England  (1941)
- Love on the Dole (1941)
- This Is Colour (1942; dokumentární)
- The Big Blockade (1942)
- The Day Will Dawn (1942)
- The Siege of Tobruk (1942; dokumentární)
- Troop Ship (1942; dokumentární)
- The New Lot (1943)
- We Sail at Midnight (1943; dokumentární)
- A Diary for Timothy (1945; dokumentární)
- Blithe Spirit (1945)
- Soldier Sailor (1945)
- The Passionate Friends (1949)
- Under Capricorn (1949)
- The Black Rose (1950)
- Highly Dangerous (1950)
- Scrooge  (1951)
- Tom Brown's Schooldays  (1951)
- Encore (1951)
- The Secret Cave (1953)
- Sea Devils (1953)
- Beau Brummell (film)